# Angela Vidal Gandra Martins
Angela Vidal Gandra da Silva Martins – brazylijska prawnik, doktor filozofii prawa i profesor na Prezbiteriańskim Uniwersytecie Mackenzie w São Paulo. Od 30 stycznia 2019 Narodowa Sekretarz ds. Rodziny w Ministerstwie Kobiet, Rodziny i Praw Człowieka.
Jest absolwentką prawa Uniwersytetu w São Paulo (USP). Stopień doktora filozofii prawa uzyskała na Uniwersytecie Federalnym Rio Grande do Sul (UFRGS). Była pracownikiem naukowym w Harvard Law School. 
W listopadzie 2020 przebywała z krótką wizytą w Polsce.